# 1964年全米選手権 (テニス)
1964年 全米選手権（1964ねんぜんべいせんしゅけん）に関する記事。

## 大会の流れ
- 1881年から1967年まで、全米選手権は各部門が個別の名称を持ち、大会会場も別々のテニスクラブで開かれた。これが他の3つのテニス4大大会と大きく異なる点である。
  - 男子シングルス　名称：全米シングルス選手権（U.S. National Singles Championship）／会場：ニューヨーク市クイーンズ区フォレストヒルズ、ウエストサイド・テニスクラブ　（1924年-1977年）
  - 女子シングルス　名称：全米女子シングルス選手権（U.S. Women's National Singles Championship）／会場：フォレストヒルズ、ウエストサイド・テニスクラブ　（1921年-1977年）
  - 男子ダブルス　名称：全米ダブルス選手権（U.S. National Doubles Championship）／会場：マサチューセッツ州ボストン市、ロングウッド・クリケット・クラブ　（1946年-1967年まで）
  - 女子ダブルス　名称：全米女子ダブルス選手権（U.S. Women's National Doubles Championship）／会場：ボストン、ロングウッド・クリケット・クラブ　（1946年-1967年まで）
  - 混合ダブルス　名称：全米混合ダブルス選手権（U.S. Mixed Doubles Championship）／会場：フォレストヒルズ、ウエストサイド・テニスクラブ　（1942年-1977年）
- 1967年までは、男子ダブルス・女子ダブルスの2部門がボストンの「ロングウッド・クリケット・クラブ」で開かれ、他の3部門（男女シングルス・混合ダブルス）はフォレストヒルズで行われた。

## 他の特記事項
- 本大会の女子シングルスに3名の日本人女子選手がエントリーし、宮城黎子・小幡陽子・黒松和子が初出場した。黒松は初戦で敗退するが、当時42歳の宮城が2回戦でビリー・ジーン・モフィット（第3シード）に挑み、小幡がアン・ヘイドン＝ジョーンズ（第6シード）との3回戦まで進出した。日本人女性による4大大会遠征は、1954年全米選手権で3回戦に進んだ加茂幸子以来10年ぶりの出来事だった。

## シード選手

### 男子シングルス
1. ロイ・エマーソン　（優勝、3年ぶり2度目）
2. デニス・ラルストン　（ベスト8）
3. ラファエル・オスナ　（ベスト4）
4. チャック・マッキンリー　（ベスト4）
5. フレッド・ストール　（準優勝）
6. マニュエル・サンタナ　（2回戦）
7. ニコラ・ピエトランジェリ　（2回戦）
8. アーサー・アッシュ　（4回戦）

### 女子シングルス
1. マリア・ブエノ　（優勝、2年連続3度目）
2. マーガレット・スミス　（4回戦）
3. ビリー・ジーン・モフィット　（ベスト8）
4. レスリー・ターナー　（2回戦）
5. ナンシー・リッチー　（ベスト4）
6. アン・ヘイドン＝ジョーンズ　（ベスト8）
7. ロビン・エバーン　（ベスト8）
8. ノルマ・ベイロン　（4回戦）
9. キャロル・グレーブナー　（準優勝）
10. フランソワーズ・デュール　（3回戦）
11. カレン・サスマン　（ベスト8）
12. アネッテ・バン・ジル　（3回戦）
13. ヘルガ・シュルツェ　（3回戦）
14. ユスチナ・ブリッカ　（3回戦）

## 大会経過

### 男子シングルス
準々決勝
- ロイ・エマーソン vs.  トニー・ローチ　13-11, 8-6, 6-2
- チャック・マッキンリー vs.  ロジャー・テーラー　13-11, 9-7, 6-1
- ラファエル・オスナ vs.  マイケル・サングスター　3-6, 9-7, 12-10, 6-3
- フレッド・ストール vs.  デニス・ラルストン　6-2, 6-3, 4-6, 3-6, 9-7

準決勝
- ロイ・エマーソン vs.  チャック・マッキンリー　7-5, 11-9, 6-4
- フレッド・ストール vs.  ラファエル・オスナ　6-3, 8-6, 6-3

### 女子シングルス
準々決勝
- キャロル・グレーブナー vs.  カレン・サスマン　6-4, 6-8, 6-3
- ナンシー・リッチー vs.  ビリー・ジーン・モフィット　6-4, 6-4
- キャロル・ハンクス vs.  アン・ヘイドン＝ジョーンズ　7-5, 2-6, 8-6
- マリア・ブエノ vs.  ロビン・エバーン　6-4, 6-1

準決勝
- キャロル・グレーブナー vs.  ナンシー・リッチー　2-6, 9-7, 6-4
- マリア・ブエノ vs.  キャロル・ハンクス　6-4, 6-2

## 決勝戦の結果
- 男子シングルス： ロイ・エマーソン vs.  フレッド・ストール　6-4, 6-2, 6-4
- 女子シングルス： マリア・ブエノ vs.  キャロル・グレーブナー　6-1, 6-0
- 男子ダブルス： チャック・マッキンリー＆ デニス・ラルストン vs.  マイケル・サングスター＆ グラハム・スティルウェル　6-3, 6-2, 6-4
- 女子ダブルス： ビリー・ジーン・モフィット＆ カレン・サスマン vs.  マーガレット・スミス＆ レスリー・ターナー　3-6, 6-2, 6-4
- 混合ダブルス： ジョン・ニューカム＆ マーガレット・スミス vs.  エド・ルビノフ＆ ジュディ・テガート　10-8, 4-6, 6-3